# Eichenhofen (Haldenwang)
Eichenhofen ist ein Kirchdorf und ein Gemeindeteil von Haldenwang im schwäbischen Landkreis Günzburg in Bayern.

## Geographie
Eichenhofen liegt auf 470 Meter Höhe am linksseitigen Talhang des Saurüsselbaches, einem der Quellflüsse des Wallerbachs, der bei Winterbach von links in die Glött mündet.
Das circa drei Kilometer nordöstlich von Haldenwang gelegene Dorf ist über die Kreisstraße GZ 10 zu erreichen.

## Geschichte
Im 13. Jahrhundert war das Dorf Sitz eines Adelsgeschlechtes, das sich nach Eichenhofen benannte und wohl auf der östlich vom Ort gelegenen Geigenburg saß. Die Burg war ein Lehen der Markgrafschaft Burgau und das Dorf des Hochstifts Augsburg.
Eichenhofen war eine kleine Pfarrei, die dem Kloster Fultenbach unterstand. Da das Kloster Fultenbach sich immer mehr auflöste, zogen Adelige als Lehensleute des Hochstifts Augsburg den Zehnt in Eichenhofen an sich. Im ersten Drittel des 15. Jahrhunderts waren dies die Westernach und Riedheim. Um 1720 kam der Ort in den Besitz der Herren von Riedheim. 
Eichenhofen kam 1806 an das Königreich Bayern und besaß bis zur Aufhebung der standesherrlichen Gerichtsbarkeit im Jahr 1848 ein Patrimonialgericht II. Klasse.
Die Gemeinde Eichenhofen wurde zum 1. Juli 1972 in die Gemeinde Hafenhofen eingegliedert. Mit dieser kam Eichenhofen zum 1. Januar 1976 zu Haldenwang. Am 1. Januar 2018 hatte der Ort 78 Einwohner.

## Sehenswürdigkeiten

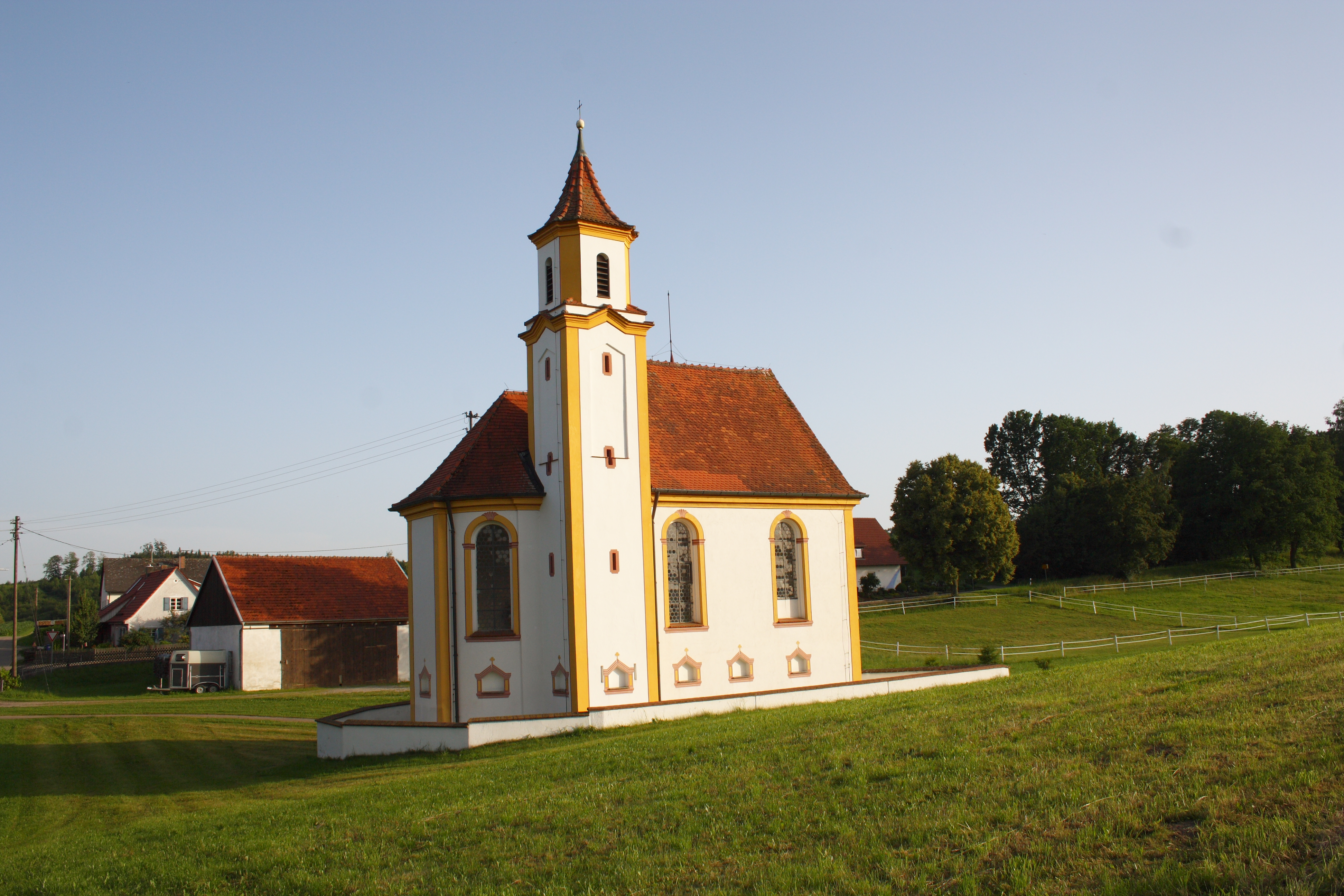
Kapelle St. Maria Magdalena

Siehe auch: Liste der Baudenkmäler in Eichenhofen
- Katholische Kapelle St. Maria Magdalena, erbaut 1748